# Militaire orde
Militaire orden zijn de uit de kruistochten en de reconquista, de eeuwenlange strijd tegen de Moren in Portugal en Spanje voortgekomen ridderorden die zowel een geestelijk als een militair doel dienden. Ook het begrip kruisridderorde is gebruikelijk.
De ridders en broeders van deze orden, het ging om zonen van adellijke families, wisselden het kloosterleven af met veldtochten en leefden celibatair. De Orde van Malta was een orde van hospitaalridders die ziekenzorg en oorlog combineerde.

## Onafhankelijke ridderorden
De volgende ridderorden hadden een onafhankelijke, soevereine status aangezien zij niet onder invloed van een koning of andere vorst stonden, maar alleen onder het gezag van de paus. Deze ordes kozen hun eigen grootmeester.

### Internationale ridderorden
Deze ridderorden waren internationaal aangezien zij hun hoofdtaak in het Heilig Land hadden, maar hun leden uit grote delen van Europa kwamen en zij in al die gebieden ook bezittingen verwierven.
- - Hospitaalorde van Sint Jan (1099 - heden)
- - Orde van Sint-Lazarus (ca. 1100 - 16e eeuw)
- - Tempelorde (1119 - 1314   )
- - Duitse Orde (1198 - heden)

### Nationale ridderorden
De volgende ridderorden waren nationaal aangezien hun commanderijen en taak beperkt waren tot een bepaald land of landsdeel.
- - Orde van Calatrava (Spanje, 1158 - heden)
- - Orde van Alcantara (Spanje, 1166 - heden)
- - Orde van Santiago (Spanje, 1170 - heden)
- - Orde van Aviz (Portugal, 1162-heden)
- -  - Orde van de Zwaardbroeders (Lijfland, 1202 - 1561)
- - Orde van Onze Lieve Vrouwe van Montesa (Spanje, 1316 - heden)
- - Orde van Christus (Portugal, 1318-heden)

## Afhankelijke ridderorden
Bij de navolgende ridderorden hadden geen soevereine status aangezien zij  opgericht waren door een bepaalde vorst, die zelf vaak erfelijk grootmeester van de orde was. De taak van deze ridderorden was aanvankelijk militair van aard, maar werd later louter charitatief. 
- Orde van de Heilige Joris (Oostenrijk, 1469 - 1598)
- - Constantinische Orde van Sint-Joris (Napels, 1492 - heden)
- - Orde van Sint-Stefanus (Toscane, 1561 - heden)
- Orde van Sint-Mauritius en Sint-Lazarus (Savoye, 1572 - heden)
- - Ridderlijke Duitsche Orde, Balije Utrecht (Nederland, 16e eeuw - heden)
- Orde van de Christelijke Militie (1618 - ca.1626)
- - Orde van de Heilige Rupert  (Salzburg 1701-1811)

## Verdere ontwikkeling
De meeste van de militaire orden verloren in de 13e eeuw hun doel maar bleven desondanks bestaan om hun reusachtige grondbezit te blijven beheren. De Spaanse en Portugese koningen brachten de militaire orden, én hun bezittingen, in hun koninkrijken daarom met medewerking van de paus onder controle van de regering. 
In Spanje is de dagelijkse leiding van de orden in de handen van de president van de "Raad van de vier Militaire Orden", infante Don Carlos de Bourbon-Twee Siciliën y Bourbon, hertog van Calabrië. Een telg uit de tak van het koninklijk huis dat tot 1860 in Napels regeerde. In Portugal kreeg de "Conselho das Antigas Ordens Militares" de taak toebedeeld om de militaire orden te besturen. 
De Duitse Orde en Johanniterorde in Oostenrijk, Pruisen en Duitsland werden eveneens geseculariseerd of in huisorden veranderd. Ook in Frankrijk en Engeland werden de oude militaire orden verboden of onder koninklijk gezag gebracht.
De even militaire als godsdienstige rol van de militaire orden komt tot uitdrukking in hun uniformen die als ordekleding dienen, de trofeeën die vaak deel uitmaken van de gedragen onderscheidingen, de militaire afdelingen en rangen en het door de paus verleende privilege om in kerken hun zwaard te dragen.
Ook andere ridderorden dragen het woord "militair" in hun naam maar de Militaire Willems-Orde, de Militaire Orde van Maria Theresia en de "Militaire Orden van Verdienste" die overal in de wereld voorkomen zijn geen organisaties met een militair doel. Het zijn orden van verdienste. 